# 134年
| 千纪： | 1千纪                                                                                           |
| 世纪： | 1世纪 \| 2世纪 \| 3世纪                                                                         |
| 年代： | 100年代 \| 110年代 \| 120年代 \| 130年代 \| 140年代 \| 150年代 \| 160年代                       |
| 年份： | 129年 \| 130年 \| 131年 \| 132年 \| 133年 \| 134年 \| 135年 \| 136年 \| 137年 \| 138年 \| 139年 |
| 纪年： | 甲戌年（狗年）；东汉阳嘉三年                                                                    |

## 各国领袖

### 非洲
- 库施
  - 国王：
    1. Tamelerdeamani（114年－134年）
    2. Adeqetali（134年－140年）

### 亚洲
- 中国
  - 东汉：
    - 皇帝：汉顺帝（125年－144年）
- 朝鲜
  - 百济：
    - 国王：盖娄王（128年－166年）

  - 高句丽：
    - 国王：太祖王（53年－146年）

  - 新罗：
    - 国王：
      1. 祗摩尼师今（112年－134年）
      2. 逸圣尼师今（134年－154年）

### 欧洲
- 高加索伊比里亚
  - 国王：法斯曼二世（116年－142年）
- 罗马帝国
  - 皇帝：哈德良（117年－138年）

### 中东
- 奥斯若恩
  - 国王：Ma'nu VII bar Ezad（123年－139年）
- 安息
  - 国王（政权对立）：
    - 沃洛吉斯三世（105年－147年）
    - 米特拉达梯四世（129年－140年）

## 逝世

### 新罗
- 祇摩尼师今，新罗第6代君主。